# 2024년 하계 올림픽 바베이도스 선수단
2024년 하계 올림픽 바베이도스 선수단은 2024년 7월 26일부터 8월 11일까지 프랑스 파리에서 열린 2024년 하계 올림픽에 참가한 올림픽 바베이도스 선수단이다.
바베이도스 선수들은 1968년 국가 데뷔 이후 미국이 주도하는 1980년 모스크바 올림픽을 제외하고 모든 하계 올림픽에 출전했다.

## 출전 선수
| 종목         | 남자 | 여자 | 전체 |
| ------------ | ---- | ---- | ---- |
| 수영         | 1    | 0    | 1    |
| 육상         | 0    | 2    | 2    |
| 트라이애슬론 | 1    | 0    | 1    |
| 전체         | 2    | 2    | 4    |

## 메달 집계
| 종목 | 1 | 2 | 3 | 합계 |
| 종목 | ' | ' | ' | '    |
| 종목 | ' | ' | ' | '    |
| 종목 | ' | ' | ' | '    |
| 합계 | ' | ' | ' | '    |

## 같이 보기
- 2024년 하계 올림픽